# Gaediopsis organensis
Gaediopsis organensis là một loài ruồi trong họ Tachinidae.